# Opancerzony
Opancerzony (ang. Armored) – amerykański film akcji w reżyserii Nimróda Antala, którego premiera odbyła się 4 grudnia 2009 roku.
Zdjęcia do filmu zostały zrealizowane w Los Angeles, Long Beach i Fontanie.
Film zarobił 22 942 221 dolarów.

## Obsada
Źródło: Filmweb
- Matt Dillon – Mike Cochrone
- Jean Reno – Quinn
- Laurence Fishburne – Baines
- Amaury Nolasco – Palmer
- Fred Ward – Duncan Ashcroft
- Milo Ventimiglia – Eckehart
- Skeet Ulrich – Dobbs
- Columbus Short – Ty Hackett
- Andre Kinney – Jimmy Hackett
- Andrew Fiscella	– Dyspozytor numer 1
- Nick Jameson – bezdomny świadek
- Glenn Taranto – Joe The Cook
- Richie Varga – strażnik
- Ricky Marciano – dyrektor banku
- Gerry Carbajal – strażnik (niewymieniony w czołówce)
- Paul Grace – ochroniarz opancerzonego samochodu (niewymieniony w czołówce)
- Lorna Raver – pracowniczka opieki społecznej do spraw dzieci
- Garry Guerrier – strażnik federalny
- Robert Harvey – ochroniarz banku
- Shawn Devorse – strażnik federalny
- Mike Cochrane – klient stoiska z hot-dogami (niewymieniony w czołówce)